# 다카나시촌 (아키타현)
다카나시촌(高梨村)은 아키타현 센보쿠군에 설치되었던 촌이다.

## 역사
- 1889년 4월 1일 - 정촌제 시행에 의해 다카나시촌이 성립하였다.
- 1955년 3월 31일 - 요코보리촌과 합병해, 센보쿠촌이 성립하였다.

## 인구
- 1889년 - 2,878명
- 1912년 4월 - 3,376명
- 1914년 - 3,418명
- 1916년 - 3,970명
- 1918년 - 4,008명
- 1920년 국제조사 - 4,107명
- 1925년 국제조사 - 4,223명
- 1930년 국제조사 - 4,515명
- 1935년 국제조사 - 4,552명
- 1940년 국제조사 - 4,519명
- 1945년 국제조사 - 4,304명
- 1947년 국제조사 - 5,290명
- 1950년 국제조사 - 5,264명
- 1955년 폐지시 - 5,294명
- 1955년 국제조사 - 5,272명
- 1960년 국제조사 - 5,027명
- 1965년 국제조사 - 4,613명

## 경제

### 산업
- 예로부터 벼농사가 성행하고 있으며, 북을 생산하기도 한다.또 여러 명의 대지주가 저택을 마련해 마을을 떠들썩하게 했다.특히 이케다 씨는 전성기에 약 200명의 하인을 거느리고 공공 시설의 건설, 학교 급식의 개시 등 마을의 발전에 진력했다.